# بوب توماس (كاتب)
بوب توماس (بالإنجليزية: Bob Thomas) هو صحفي وكاتب أمريكي، ولد في 26 يناير 1922 في سان دييغو في الولايات المتحدة، وتوفي في 14 مارس 2014 في إنسينو ‏ في الولايات المتحدة.

## وصلات خارجية
- بوب توماس على موقع IMDb (الإنجليزية)
- بوب توماس على موقع ألو سيني (الفرنسية)
- بوب توماس على موقع أول موفي (الإنجليزية)
- بوب توماس على موقع أول موفي (الإنجليزية)
- بوب توماس على موقع قاعدة بيانات الفيلم (الإنجليزية)
- بوب توماس على موقع كينوبويسك (الروسية)